# James (Pokémon)
James (Japans: Kojiro) is een personage uit de Pokémon-Anime.
Hij is samen met Jessie en Meowth lid van Team Rocket.
James werd in de Nederlandse versie in de eerste 7 seizoenen ingesproken door Bram Bart, vanaf Seizoen 8 volgt Paul Disbergen hem op.
James is de onhandige zoon van een rijke familie die zijn bestaande leventje verruild heeft voor een van misdaad en avontuur, mede omdat zijn ouders zijn levensloop, inclusief een nogal onuitstaanbare bruid (die overigens als twee druppels water op Jessie lijkt), al voor hem uitgestippeld hadden.
James is verzot op onigiri (Japanse rijstballetjes) en andere zoetigheid.
James maakt zijn debuut in de tweede aflevering van de tekenfilmserie, samen met Jessie en Meowth en komen in vrijwel elke aflevering voor. Ze breken in bij een Pokémoncenter om Pokémon te stelen. Dit plan wordt echter gedwarsboomd door Ash en zijn Pikachu. Hierna volgen ze Ash en zijn vriendjes om Pikachu te stelen.
In de Best-Wishes series krijgt James, samen met Jessie en Meowth andere opdrachten en komen ze niet in elke aflevering voor. In deze serie dragen ze tijdelijk zwarte uniforms. Later dragen ze echter terug hun witte uniforms en keren terug naar hun plannen om Pikachu te stelen.

## Pokemon
Yamask
Amoonguss

## Pokémon die hij had
Pokémon bij familie:
- Chimecho
- Growlithe (bijnaam Growlie), bij ouders thuis

Pokémon bij vrienden:
- Cacnea (bij Gardenia)
- Mime Jr. (bij Giovanni achtergelaten voor de missie in Unova)
- Carnivine (bij Giovanni achtergelaten voor de missie in Unova)

Pokémon die hij heeft vrijgelaten:
- Koffing → Weezing, om op Koffings te passen
- 2 Weepinbell → Victreebel, werden verliefd en gingen weg

Pokémon die zijn gevlucht:
- Hoppip
- Magikarp
- Magikarp → Gyarados

Overige Pokémon:
- Aggron (vergissing van Delibird)
- Mareanie

| Naam       | Weggegaan in:                             |
| ---------- | ----------------------------------------- |
| Mime Jr.   | Aflevering 660: In de Schaduw van Zekrom! |
| Carnivine  | Aflevering 660: In de Schaduw van Zekrom! |
| Cacnea     | Aflevering 522: Zo groen als gras!        |
| Chimecho   | Aflevering 424: Lieve Kleine James        |
| Weezing    | Aflevering 282: Een gestroopt ego!        |
| Growlithe  | Aflevering 48: De Bruiloft!               |
| Victreebel | Aflevering 263: Alle ogen op elekid       |
| Gyarados   | Aflevering 16: Pokémon Schipbreuk         |

## Toernooien
| Naam                 | Plaats               | Aflevering |
| -------------------- | -------------------- | ---------- |
| PokéRinger Contest   | Verliezend finalist. | 354        |
| Orienteering Contest | Winnaar.             | 433        |
| PokéRinger Contest   | Uitgeschakeld        | 584        |
| Pokemon Contest      | Winnaar              | 612        |